# Ascidia paratropa
Ascidia paratropa är en sjöpungsart som först beskrevs av Huntsman 1912.  Ascidia paratropa ingår i släktet Ascidia och familjen Ascidiidae. Inga underarter finns listade i Catalogue of Life.